# Eprozynol
Eprozynol (łac. eprozinolum) – wielofunkcyjny organiczny związek chemiczny, pochodna piperazyny, słaby inhibitor fosfodiesterazy, antagonista receptora H1 o działaniu rozszerzającym oskrzela.